# Мінсохла
Мінсохла (бірм. မင်းစောလှခ; 1532/1533 — 24 липня 1564) — 15-й володар араканської держави М'яу-У в 1556—1564 роках.

## Життєпис
Син спадкоємця трону Міндікха. Народився 1532 або 1533 року. Брав участь у походах свого діда Мінбіна на суходолі (на відміну від батька, що керував флотом) 1554 року Міндікха поосів трон, зробивши Мінсохла своїм спадкоємцем. Останній після смерті батька 1556 року спадкував владу. Для зміцнення свого становища одружився з головною дружиною свого батька Сотандою.
1557 року перейшов у наступ проти бенгальського султана Багадур-шаха II, завдавши тому поразки, відвоювавши порт Читтагонг. Також султан визнав незалежність М'яу-У. Після цього зосередився на внутрішніх справах.
Розпочав велику будівельну програму з ремонту та зведення нових гребель, масштабної іригаційної системи з численних зрошувальних каналів, зведення потужних укріплень навколо столиці та провідних міст. 1561 року фундував буддійських храм Хтуккантейн.
На початку 1560-х років змусив князівством Твіпра (на північ від Читтагонгу) визнати свою зверхність. Повернувся з походу тяжко хворим. Помер 1564 року. Трон спадкував його зведений брат Секк'я.